# Meniscomorpha pulchra
Meniscomorpha pulchra là một loài tò vò trong họ Ichneumonidae.